# Calle 91 (línea de la Séptima Avenida–Broadway)

Calle 91 es una estación subterránea abandonada de la línea de la Séptima Avenida-Broadway del Metro de Nueva York. La estación estuvo en uso desde su apertura en 1904 hasta febrero de 1959, cuando la estación adyacente de la Calle 96 fue alargada más al sur, proveyendo una nueva entrada a tan sólo 100 pies (30 m) de la Calle 93. A pesar de eso, la estación aún es visible de la otra estación.